# Анишино-1
Анишино-1 — деревня в Старорусском районе Новгородской области, входит в состав Наговского сельского поселения.
Расположена на автодороге Р51 Шимск — Старая Русса, в 4 км к северо-западу от райцентра.
Ближайшие населённые пункты: деревни Муравьёво, Малое Вороново, Крекша. С юго-востока от деревни протекает небольшая речка Крекша — левый приток Тулебли.

## Примечания

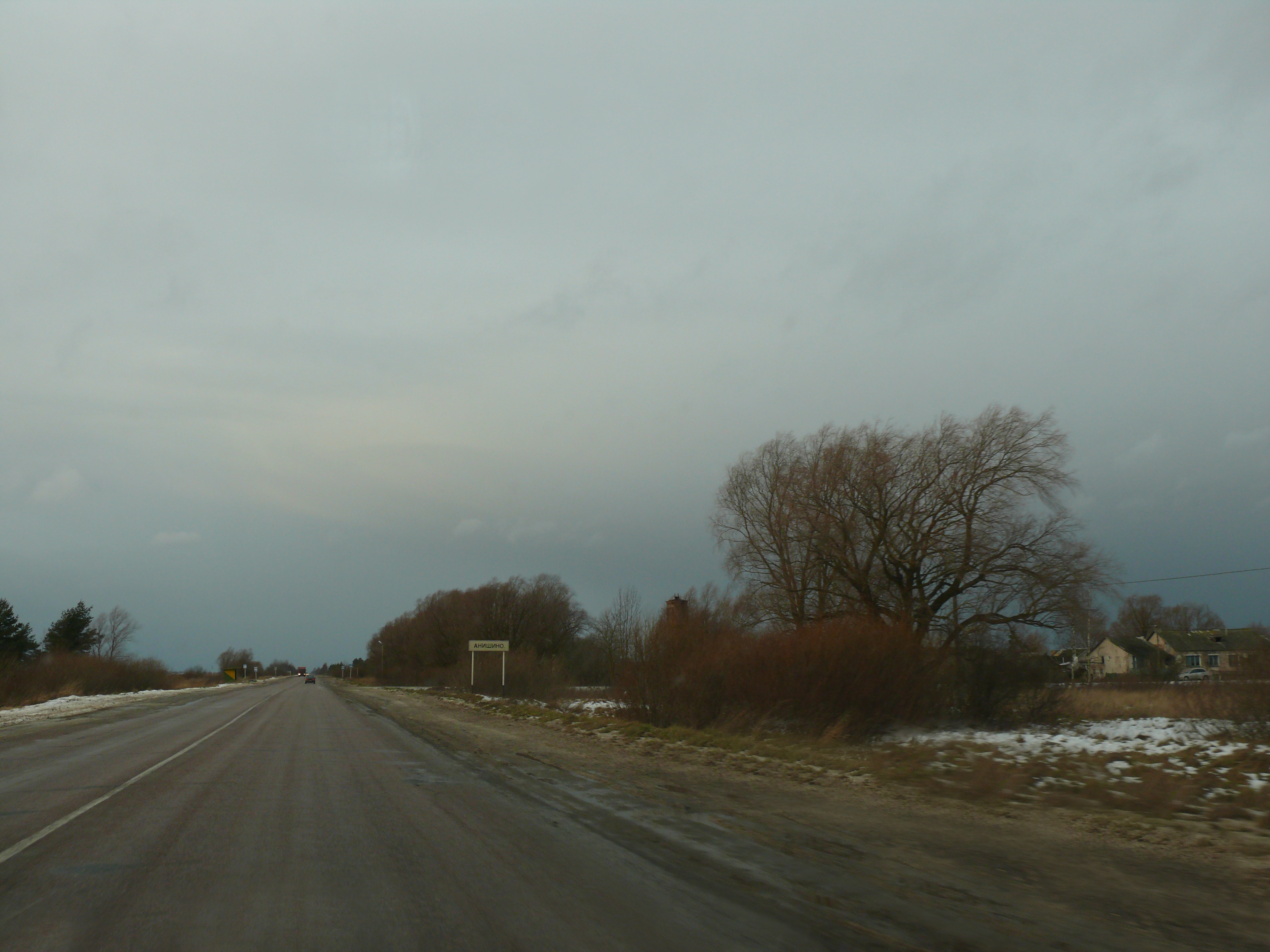
Въезд в деревню со стороны Старой Руссы

## Улицы[3]
- Зелёная
- Коммунальная
- Молодёжная
- Новая
- Придорожная